# 染木树
染木树（学名：Saprosma ternatum）为茜草科染木树属下的一个种。

## 扩展阅读
- 維基物種上的相關：染木树